# كينيث سورينسن
كينيث سورينسن (بالدنماركية: Kenneth Sørensen)‏ (14 مارس 1982 بالدنمارك - ) هو لاعب كرة قدم دانمركي في مركز الوسط. لعب مع نادي هرفوليه ونادي هورسينس وHolbæk B&I ‏ وBrønshøj Boldklub ‏ ونادي كويه ‏ وFlekkerøy IL ‏ وFC Hjørring ‏.

## وصلات خارجية
- كينيث سورينسن على موقع قاعدة بيانات كرة القدم.إي يو (الإنجليزية)
- كينيث سورينسن على موقع Soccerway.com (الإنجليزية)